# Atherton (Kalifornie)
Atherton je město v okrese San Mateo County ve státě Kalifornie ve Spojených státech amerických. V roce 2010 zde žilo 6 914 obyvatel. S celkovou rozlohou 13,076 km² byla hustota zalidnění 530 obyvatel na km².
Narodil se zde americký herec Drew Fuller. Město leží v lukrativní oblasti Silicon Valley a jsou v něm nejvyšší ceny nemovitostí v celých Spojených státech.